# Клецанда, Войтех Владимир
Войтех Владимир Клецанда (чеш. Vojtěch Klecanda; 15 ноября 1888, Прага — 22 апреля 1947, Прага) — чехословацкий генерал, участник Гражданской войны в России.

## Биография
Родился в Праге в Австро-Венгрии. В 1909 году приехал в Россию, где работал представителем компании «Lauren & Klement» в Харькове.

### Первая мировая и Гражданская война в России
После начала Первой мировой войны поступил на службу в Русскую армию. В августе 1914 года перешёл в Чешскую дружину. Командовал ротой в Чешской дружине. Был переводчиком в штабе Юго-Западного фронта. 13 марта 1915 года действия Чешской дружины Клецанды привели к сдаче 28-го австрийского полка, состоявшего целиком из чехов.
28 августа 1917 года ранил солдата на Лысой горе. Был арестован и находился в тюрьме в Бердичеве, а в сентябре 1917 был переведен в Быховскую тюрьму.
В марте 1918 года вел переговоры с советскими властями в Москве об условиях проезда Чехословацкого корпуса на восток.
Участвовал в антибольшевистском перевороте в Сибири. Согласно докладу Гришина-Алмазова: «Два эшелона во главе с капитаном Клецандой в Мариинске и капитаном Гайдой в ночь на 26-е мая свергли большевиков вместе с моими организациями».
Осенью 1918 года инициировал работу по сбору фактов по истории Чехословацкого легиона в России.
По телеграмме Клецанды от 30 декабря 1918 года за № 3909 был арестован и доставлен в Омск К. А. Мячин (комиссар Яковлев). В Омске Мячин-Яковлев попал к чешскому полковнику Зайчеку, был отпущен и скрылся.

### Служба в Чехословакии
Вместе с частями Чехословацкого корпуса вернулся в получившую независимость Чехословакию и продолжил службу в чехословацкой армии.
В 1920—1922 годах учился в Высшей военной школе во Франции.
Командир 1-й бригады (1922—1924). Главный секретарь министерства обороны (1924—1925). Военный атташе во Франции (1925—1929). Командир 2-й дивизии (1929—1931). Командир 1-й дивизии (1931—1934).
В 1934 г. возглавлял Чехословацкую военную миссию в Колумбии, вскоре после перуано-колумбийского конфликта.
Командир 8-й дивизии (1934—1935). Военный атташе в Италии (1935—1939). Вышел в отставку в 1940 г.
Клецанда был членом Ротари клуба. Также он был деятелем Чехословацкого скаутского движения.
16 апреля 1945 года Сергей Фрёлих связался по поручению генерала Власова с Клецандой на предмет выяснения возможностей союза РОА с чешским национальным движением до прихода американских войск. Зная психологию западных правительств, Клецанда не надеялся на их поддержку и, кроме того, считал, что большая часть населения Чехословакии по крайней мере поначалу приветствовала бы советские войска как освободителей. Поэтому никаких возможностей для совместных действий с Власовым он не видел.
Весной 1945 К. Г. Франк отправил Клецанду к архиепископу Милана и представителям западных держав в Швейцарии в попытке начать переговоры. Клецанда вернулся в Прагу 1 мая без каких-то результатов.
После Второй Мировой войны обвинялся в сотрудничестве с нацистскими оккупантами, но был оправдан судом.
Погиб при загадочных обстоятельствах 22 апреля 1947 года. Его тело было обнаружено под окнами его квартиры в Праге.
После 1995 Бюро по документации и расследованию преступлений коммунизма расследовало обстоятельства смерти Клецанды, но не смогло прийти к определенным выводам.

## Сочинения
- Operace ceskoslovenského vojska na Rusi v letech 1917—1920. V Praze : Českosl. Véd. Ústav voj., 1921.
- Bitva u Zborova vojensko historická studie o bojích československé briády v Haliči roku 1917. Praha Nakl. Vojenskeho Archivu, 1927.